# NGC 5173
NGC 5173 este o hi (21cm) source⁠(d) situată în constelația Câinii de Vânătoare. A fost descoperită în 12 mai 1787 de către William Herschel. Se află la o distanță de 38,4 de megaparseci de Pământ.